# Sammy Ameobi
Sammy Ameobi (Newcastle upon Tyne, 1º maggio 1992) è un ex calciatore nigeriano con cittadinanza britannica, di ruolo attaccante.

## Biografia
È fratello di Shola Ameobi, ex calciatore, e Tomi Ameobi, anch'egli calciatore professionista.

## Carriera

### Club

#### Newcastle
Muove i suoi primi passi nell'Accademy del Newcastle nel luglio del 2008, ma la sua carriera giovanile è stata gravemente compromessa dopo aver subito una grave lesione all'anca, impiegando un anno per riprendersi dall'intervento in Colorado. Ha fatto il suo debutto in prima squadra il 15 maggio 2011 nella penultima partita di contro il Chelsea allo Stamford Bridge in un pareggio per 2-2, giocando al fianco di suo fratello Shola, diventando la prima coppia di fratelli a giocare nel Newcastle in una partita di campionato dopo George e Ted Robledo. Chiude la sua prima esperienza con 18 presenze in campionato, senza segnare, partendo la maggior parte delle volte dalla panchina.

#### Middlesbrough
Non trovando spazio nel Newcastle, l'allora manager Alan Pardew decise di mandarlo sei mesi in prestito; accettò la soluzione scegliendo il Middlesbrough dove approdò il 25 febbraio 2013 in prestito fino alla fine della stagione 2012-2013. Chiude la stagione con 9 apparizioni, segnando una volta, prima di tornare a Newcastle.

#### Il primo ritorno a Newcastle
Nella stagione 2013-2014 ritorna a Newcastle dove prova a ritagliarsi un ruolo da protagonista; lo farà per due stagioni collezionando 35 presenze e segnando 2 goal, non sufficienti a garantirgli il posto da titolare.

#### Cardiff City
Nella stagione 2015-2016 decide di trasferirsi in Galles, per giocare con il Cardiff City con cui riesce a trovare la continuità necessaria che gli permettono di raccogliere 36 presenze e 1 goal in campionato.

#### Ancora Newcastle e Bolton
Terminato il prestito gallese, fa ritorno alla casa madre dove il tecnico Rafael Benítez non gli garantisce un impiego da titolare nonostante la retrocessione della stagione precedente; così a fine estate, il 31 agosto 2016, decide di trasferirsi al Bolton dove in soli sei mesi riesce a mettere insieme 20 presenze condite da 2 reti prima di tornare anzitempo a Newcastle per divergenze economiche sul rinnovo del prestito. Nella seconda metà di stagione scende in campo 4 volte senza segnare, così, dopo aver conquistato la promozione in Premier League, il Newcastle Utd decide di svincolarlo al termine della stagione, dopo 10 anni di permanenza.

#### Bolton Wanderers
Il 14 luglio 2017 firma un accordo per il ritorno al Bolton, che nel frattempo ha conquistato la promozione in Championship, con un contratto di un anno. Tuttavia, un infortunio al ginocchio subito prima dell'inizio della stagione ne compromette l'andamento chiudendo con 36 presenze in tutte le competizioni, segnando quattro volte, contribuendo alla salvezza finale. Queste prestazioni gli valgono il rinnovo contrattuale di due anni nel giugno 2018, rifiutando le offerte di diversi altri club. Conclude la sua esperienza ai Wanderers con un totale di 91 presenze e 12 reti, in tutte le competizioni.

#### Nottingham Forest
Dopo aver rinunciato all'ultimo anno del suo contratto con il Bolton, il 24 giugno 2019 raggiunge l'intesa con il Nottingham Forest, firmando un contratto di un anno. Il 2 giugno 2021 la società di Nottingham comunica che non gli verrà rinnovato il contratto, lasciandolo quindi libero di cercarsi una nuova squadra.

#### Middlesbrough
Il 29 giugno 2021 firma per il Middlesbrough. A causa di un grave infortunio che lo ha tenuto lontano dai campi per l'intera stagione, il 30 giugno 2022, senza mai scendere in campo con la maglia del Boro, viene inserito nelle liste di rilascio del club inglese, rimanendo svincolato.

### Nazionale
Nel 2011 disputa due amichevoli in Turchia con la Nazionale nigeriana Under-20. 
Tuttavia, nel novembre 2011, viene convocato dalla Nazionale inglese Under-21, debuttando il 10 novembre 2011 nella vittoria per 5-0 contro l'Islanda Under-21.
Il 6 agosto 2014, decide di seguire il fratello maggiore Shola, scegliendo la nazionale nigeriana.

## Statistiche

### Presenze e reti nei club
Statistiche aggiornate al 30 giugno 2022.
| Stagione                 | Squadra           | Campionato        | Campionato | Campionato | Coppe nazionali | Coppe nazionali | Coppe nazionali | Coppe europee | Coppe europee | Coppe europee | Altre coppe | Altre coppe | Altre coppe | Totale | Totale |
| Stagione                 | Squadra           | Comp              | Pres       | Reti       | Comp            | Pres            | Reti            | Comp          | Pres          | Reti          | Comp        | Pres        | Reti        | Pres   | Reti   |
| ------------------------ | ----------------- | ----------------- | ---------- | ---------- | --------------- | --------------- | --------------- | ------------- | ------------- | ------------- | ----------- | ----------- | ----------- | ------ | ------ |
| 2010-2011                | Newcastle         | PL                | 1          | 0          | FACup+CdL       | 0+0             | 0+0             | -             | -             | -             | -           | -           | -           | 1      | 0      |
| 2011-2012                | Newcastle         | PL                | 9          | 0          | FACup+CdL       | 0+3             | 0+1             | -             | -             | -             | -           | -           | -           | 12     | 1      |
| 2012-2013                | Newcastle         | PL                | 8          | 0          | FACup+CdL       | 1+0             | 0+0             | UEL           | 5             | 0             | -           | -           | -           | 14     | 0      |
| feb. 2013 - giu. 2013    | Middlesbrough     | FLC               | 9          | 1          | FACup+CdL       | 0+0             | 0+0             | -             | -             | -             | -           | -           | -           | 9      | 1      |
| 2013-2014                | Newcastle         | PL                | 10         | 0          | FACup+CdL       | 0+2             | 0+1             | -             | -             | -             | -           | -           | -           | 12     | 1      |
| 2014-2015                | Newcastle         | PL                | 25         | 2          | FACup+CdL       | 0+2             | 0+0             | -             | -             | -             | -           | -           | -           | 27     | 2      |
| Totale Newcastle         | Totale Newcastle  | Totale Newcastle  | 53         | 2          |                 | 8               | 2               |               | 5             | 0             |             |             |             | 66     | 4      |
| 2015-2016                | Cardiff City      | FLC               | 36         | 1          | FACup+CdL       | 1+2             | 0+0             | -             | -             | -             | -           | -           | -           | 39     | 1      |
| sett. 2016-gen. 2017     | Bolton            | FL1               | 20         | 2          | FACup+CdL       | 2+0             | 1+0             | -             | -             | -             | EFL         | 2           | 1           | 24     | 4      |
| ago. 2016+gen.-giu. 2017 | Newcastle         | FLC               | 4          | 0          | FACup           | 0               | 0               | -             | -             | -             | -           | -           | -           | 4      | 0      |
| 2017-2018                | Bolton            | FLC               | 35         | 4          | FACup+CdL       | 1+0             | 0               | -             | -             | -             | -           | -           | -           | 36     | 4      |
| 2018-2019                | Bolton            | FLC               | 30         | 4          | FACup+CdL       | 1+0             | 0               | -             | -             | -             | -           | -           | -           | 31     | 4      |
| Totale Bolton            | Totale Bolton     | Totale Bolton     | 85         | 10         |                 | 4               | 1               |               |               |               |             | 2           | 1           | 91     | 12     |
| 2019-2020                | Nottingham Forest | FLC               | 45         | 5          | FACup+CdL       | 0+2             | 0               | -             | -             | -             | -           | -           | -           | 47     | 5      |
| 2020-2021                | Nottingham Forest | FLC               | 32         | 3          | FACup+CdL       | 1+1             | 0               | -             | -             | -             | -           | -           | -           | 34     | 3      |
| Nottingham Forest        | Nottingham Forest | Nottingham Forest | 77         | 8          |                 | 4               | 0               |               |               |               |             |             |             | 81     | 8      |
| 2021-2022                | Middlesbrough     | FLC               | 0          | 0          | FACup+CdL       | 0+0             | 0               | -             | -             | -             | -           | -           | -           | 0      | 0      |
| Totale carriera          | Totale carriera   | Totale carriera   | 264        | 22         |                 | 19              | 3               |               | 5             | 0             |             | 2           | 1           | 290    | 26     |

### Cronologia presenze e reti in nazionale
| Cronologia completa delle presenze e delle reti in nazionale ― Inghilterra under 21 | Cronologia completa delle presenze e delle reti in nazionale ― Inghilterra under 21 | Cronologia completa delle presenze e delle reti in nazionale ― Inghilterra under 21 | Cronologia completa delle presenze e delle reti in nazionale ― Inghilterra under 21 | Cronologia completa delle presenze e delle reti in nazionale ― Inghilterra under 21 | Cronologia completa delle presenze e delle reti in nazionale ― Inghilterra under 21 | Cronologia completa delle presenze e delle reti in nazionale ― Inghilterra under 21 | Cronologia completa delle presenze e delle reti in nazionale ― Inghilterra under 21 |
| Data                                                                                | Città                                                                               | In casa                                                                             | Risultato                                                                           | Ospiti                                                                              | Competizione                                                                        | Reti                                                                                | Note                                                                                |
| ----------------------------------------------------------------------------------- | ----------------------------------------------------------------------------------- | ----------------------------------------------------------------------------------- | ----------------------------------------------------------------------------------- | ----------------------------------------------------------------------------------- | ----------------------------------------------------------------------------------- | ----------------------------------------------------------------------------------- | ----------------------------------------------------------------------------------- |
| 10-11-2011                                                                          | Colchester                                                                          | Inghilterra under 21                                                                | 5 – 0                                                                               | Islanda under 21                                                                    | Qual. Europeo Under-21 2013                                                         | -                                                                                   | 12’                                                                                 |
| 14-11-2011                                                                          | Mons                                                                                | Belgio under 21                                                                     | 2 – 1                                                                               | Inghilterra under 21                                                                | Qual. Europeo Under-21 2013                                                         | -                                                                                   | 63’                                                                                 |
| 13-8-2013                                                                           | Sheffield                                                                           | Inghilterra under 21                                                                | 6 – 0                                                                               | Scozia under 21                                                                     | Amichevole                                                                          | -                                                                                   | 66’                                                                                 |
| 5-9-2013                                                                            | Reading                                                                             | Inghilterra under 21                                                                | 1 – 0                                                                               | Moldavia under 21                                                                   | Qual. Europeo Under-21 2015                                                         | -                                                                                   | 75’                                                                                 |
| 9-9-2013                                                                            | Tampere                                                                             | Finlandia under 21                                                                  | 1 – 1                                                                               | Inghilterra under 21                                                                | Qual. Europeo Under-21 2015                                                         | -                                                                                   | 58’                                                                                 |
| Totale                                                                              |                                                                                     | Presenze                                                                            | 5                                                                                   |                                                                                     | Reti                                                                                | 0                                                                                   |                                                                                     |

## Palmarès

### Club

#### Competizioni nazionali
- Football League Championship: 1

Newcastle Utd: 2016-2017